# Ljungbyheds flygplats
Ljungbyheds flygplats (IATA: –, ICAO: ESTL) är ett civilt flygfält och före detta militär flygplats, i nordvästra delen av tätorten Ljungbyhed i Klippans kommun i Skåne län.

## Historik
Flygfältets historia går tillbaka till 1910 då Hjalmar Nyrop och Oscar Ask gjorde flygförsök här. Under flygvapentiden fanns här även Sveriges största militära flygskola och flygfältet firade 70-årsjubileum 1996 tillsammans med Flygvapnet.
Flygfältet är från början en gammal lägerplats, och var på sin tid Sveriges största. Efter att regementena flyttade in i kaserner i början av 1900-talet, startade flygverksamheten år 1910. Mellan åren 1915 och 1920 utbildade Enoch Thulins flygskola piloter på fältet. Efter ett riksdagsbeslut år 1925 bildades Flygskolan den 1 juli 1926, vilket senare blev Krigsflygskolan (F 5). Flygfältet var sedan fram till att Krigsflygskolan avvecklades år 1998 som ett militärt flygfält. Flygfältet övergick då till ett civilt flygfält ägt av F5 AB, ett av Klippans kommun helägt bolag.
Klippans kommun sålde år 2007 sina sista aktier i bolaget, som hade bytt namn till Ljungbyhed Park AB,  till Peab AB. Ljungbyhed Park AB blev ett dotterbolag till Peab år 2009. Den 1 juni 2020 köptes Ljungbyhed Park AB av det nybildade Annehem Fastigheter AB. Några av dess hyresgäster är: Flygteknikcenter Ljungbyhed, Trafikflyghögskolan (TFHS), Saab AB, Ljungbyheds Militärhistoriska Museum, Ljungbyheds Aeronautiska Sällskap samt Ljungbyheds flygklubb.
Flygfältet har fyra parallella rullbanor för start och landning. Två långa banor om cirka 2000 meter och två korta om cirka 800 m. Endast 11RL/29RL används till flygverksamhet medan kortbanorna och intilliggande område numera används av Ljungbyheds Motorbana för förarutbildningar, event och racingtävlingar. Bland annat körs sedan 2021 en deltävling i STCC där.